# Druväpple
Druväpple es el nombre de una variedad cultivar de manzano (Malus domestica). 
Un híbrido de manzana originaria de Suecia. Las frutas tienen la pulpa con textura jugosa, crujiente con un sabor agridulce, y con un aroma especial a uva. Tolera la zona de rusticidad delimitada por el departamento USDA, de nivel 1 a 3.

## Sinonimia
- "Manzana de uva".

## Historia
'Druväpple' (manzana de uva) es una variedad local de la herencia de la provincia de Västmanland. Carl von Linné menciona el nombre de 'Druväpple' durante su viaje a Skåne, aunque puede haber sido algo completamente diferente. Tres años antes del viaje a Skåne, Linné visita la finca Fullerö y elogia el hermoso jardín, sin embargo, no menciona 'Manzana de uva' aquí.
En la casa solariega de Fullerö en Västmanland, la variedad 'Druväpple' se cultiva que se tenga noticias al menos desde finales del siglo XVIII. Se desconoce el árbol madre, pero la variedad aún se encuentra en la finca Fullerö. Fue el horticultor 'Karl Henriksson' quien encontró la variedad 'Druväpple' y se la mostró a Anton Nilsson, quien incluyó la variedad en su pomología, «"Våra äppelsorter"» - (Nuestras variedades de manzana).
Está incluida en la relación de manzanas cultivadas en Suecia en el libro "Äpplen i Sverige : 240 äppelsorter i text och bild.
"-(Manzanas en Suecia: 240 variedades de manzanas en texto e imagen).

## Características
'Druväpple' es un árbol de vigor alto, y porte elevado. Tiene un tiempo de floración que comienza a partir del 2 de mayo con el 10% de floración, para el 6 de mayo tiene una floración completa (80%), y para el 16 de mayo tiene un 90% caída de pétalos.
'Druväpple' tiene una talla de fruto mediano; forma redondeada aplanada, con contorno irregular con plano de simetría más pronunciado en uno de los lados; con nervaduras débiles, y corona débil; piel fina, y lisa, epidermis con color de fondo amarillo pálido, con un sobre color de rojo en el lado soleado con pinceladas gruesas de un rojo más intenso, importancia del sobre color medio (40-55%), y patrón del sobre color chapa / pinceladas, presenta lenticelas pequeñas, ruginoso-"russeting" (pardeamiento áspero superficial que presentan algunas variedades) muy bajo; cáliz es medio y semicerrado, asentado en una cuenca estrecha y poco profunda; pedúnculo es largo y de calibre medio, colocado en una cavidad profunda y estrecha, con ruginoso-"russeting" en las paredes; carne de color blanco amarillento, pulpa con textura jugosa, crujiente con un sabor agridulce con un aroma especial a uva.
La manzana es cosechada en septiembre, madura en octubre y se puede almacenar durante aproximadamente un mes.

## Usos
Una excelente manzana para comer fresca en postre de mesa, aunque se utiliza también en preparaciones culinarias.

## Ploidismo
Diploide, polen auto estéril. Para su polinización necesita variedad de manzana con polen compatible, entre ellas Filippa, James Grieve, y Sävstaholm.

## Susceptibilidades
Presenta cierta resistencia a la sarna del manzano y al mildiu.